# مری داونپرت انگبرگ

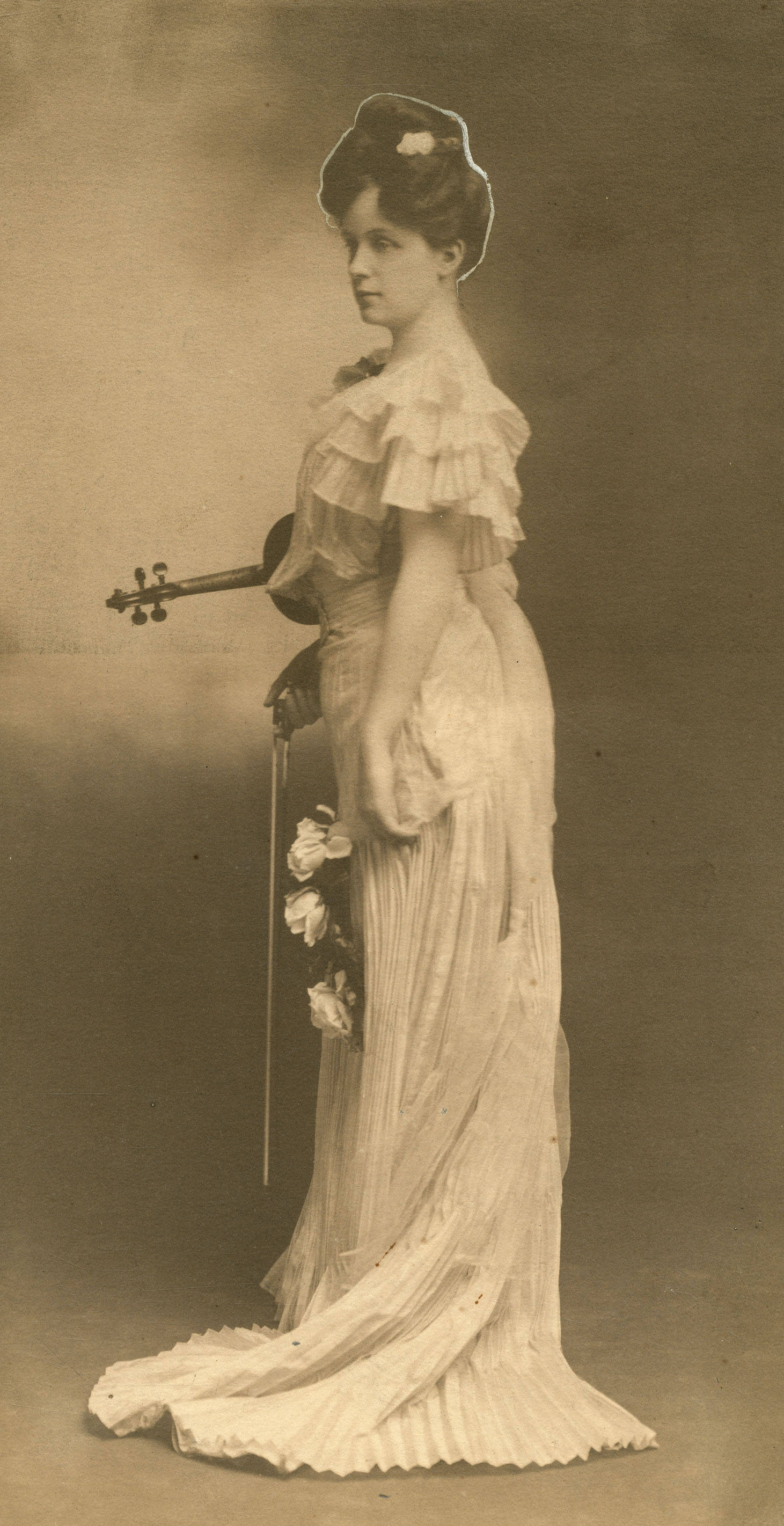

مری داونپرت انگبرگ (انگلیسی: Mary Davenport Engberg؛ ۱۵ فوریهٔ ۱۸۸۰ – ۲۳ ژانویهٔ ۱۹۵۱) نوازنده ویولن، آهنگساز و رهبر ارکستر اهل آمریکا بود.

## زندگی‌نامه
مری داونپرت بعد از مرگ مادرش توسط ریچارد سنتل به سرپرستی گرفته شد.
او در اروپا به مدت ۵ سال به دانشگاه رفت و مشخصا در کپنهاگ با آنتون سوندسن و کریستیان سندبی به آموزش پرداخت.
روز ۸ اوت ۱۸۹۹ با هنری کریستیان انگبرگ از واشینگتن ازدواج کرد.
او اولین کنسرت خود را به عنوان نوازنده ویلون در سال ۱۹۰۳ در کپنهاگ در یک تور اروپایی به اجرا گذاشت. در سال ۱۹۰۴ در نیویورک کنسرت اجرا کرد و سپس برای اجرای برنامه به آمریکا رفت.
در سال ۱۹۱۲ مجدداً به بلینگهام برگشت و در مدرسه شروع به تدریس کرد.
او برای ارکستری در شهر بلینگهام ۸۵ عضو سازماندهی کرد. در سال ۱۹۱۴ او کنسرت خود را افتتاح کرد.
از سال ۱۹۲۱ تا ۱۹۲۴ او رهبر ارکستر سمفونیک سیاتل بود، ارکستری که برای آموزش و پرورش نوازندگان جوان و دانشجویان تأسیس شده بود.